# Camptostylus kivuensis
Camptostylus kivuensis är en tvåhjärtbladig växtart som beskrevs av Paul Rodolphe Joseph Bamps. Camptostylus kivuensis ingår i släktet Camptostylus och familjen Achariaceae. Inga underarter finns listade i Catalogue of Life.